# مارابيا
مارابيا (بالإنجليزية: Marabella)‏ مدينة تقع جنوب ترينيداد وتوباغو بين سان فيرناندو (الشرق) وبوينت بيير (الشمال) . في الأصل كانت مدينة منقصلة ثم تم دمجها مع مدينة سان فيرناندو في التسعينات .